# Manfred Graetz (Politiker, 1946)
Manfred Graetz (* 1946 in Gorschmitz) ist ein ehemaliger deutscher Politiker. Von 1993 bis 2008 war er Landrat des Landkreises Döbeln (Sachsen), der 2008 zusammen mit den Landkreisen Mittweida und Freiberg zum Landkreis Mittelsachsen wurde.

## Werdegang
Nach einer Ausbildung zum Werkzeugmacher nahm Graetz 1966 ein Studium der Ingenieurwissenschaften an der Technischen Universität Dresden auf. Nach seiner Promotion 1974 wurde er Abteilungsleiter im VEB Döbelner Beschläge- und Metallwerk (VEB DBM).
Ab 1990 arbeitete er als 1. Beigeordneter und  Dezernent für Wirtschaft und Umwelt im Landratsamt Döbeln. 
Seine politische Laufbahn begann 1990 mit dem Eintritt in die CDU. 1993 wurde er zum Landrat des Landkreises Döbeln gewählt und 1994 sowie 2001 in diesem Amt bestätigt. Nach der Bildung des Landkreises Mittelsachsen wurde Graetz Erster Beigeordneter und Stellvertreter des Landrates. Am 1. Dezember 2014 wurde Graetz pensioniert.
| Personendaten    | Personendaten             |
| ---------------- | ------------------------- |
| NAME             | Graetz, Manfred           |
| KURZBESCHREIBUNG | deutscher Politiker (CDU) |
| GEBURTSDATUM     | 1946                      |
| GEBURTSORT       | Gorschmitz                |